# Інститут шляхетних дівчат

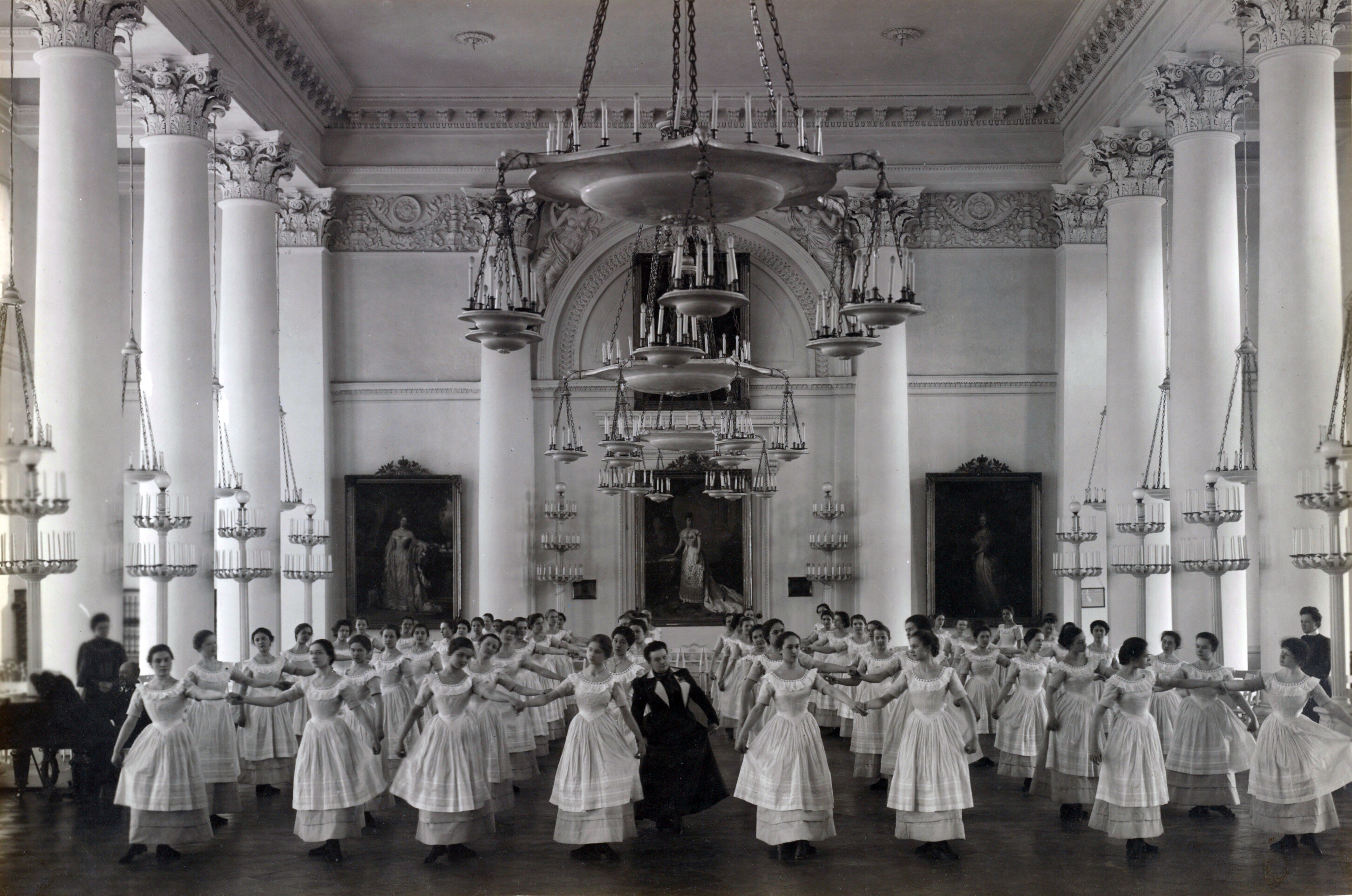
Смольний інститут шляхетних дівчат, урок танців, 1889

Інститу́т шляхе́тних дівча́т (панянок) — тип жіночої освітньої установи в Російської імперії.
Запровадив Іван Бецькой для дівчат шляхетного походження. Найвідомішим з них є Смольний інститут.
Навчання в цих інститутах передбачало, крім загальноосвітньої підготовки, отримання знань з етикету, домогосподарства тощо. При деяких інститутах існували спеціальні однорічні курси, де дівчата отримували педагогічну підготовку.

## Інститути шляхетних дівчат
- Петербурзький: Заснований в 5 травня 1764
- Московський: 1803
- Харківський: було відкрито в 1812 р. з ініціативи дворянського Товариства благодійності
- Полтавський: було відкрито в 1818 р. за ініціативою Варвари Олексіївни Рєпніної (дружини малоросійського губернатора, князя Миколи Рєпніна й дочка міністра народної освіти графа О.К.Розумовського)
- Одеський: 1829
- Керченський: було відкрито у березні 1836 завдяки турботам князя Захарія Херхеулідзєва, в минулому Керч-Єнікольського градоначальника
- Білостоцький: 1837
- Київський: 3 вересня 1838
- Казанський: 1841
- Іркутський: 1 липня 1845
- Саратовський: 1857
- Тифліський: 1857.